# Gazélec Football Club Ajaccio
Il Gazélec Football Club Ajaccio, meglio noto Gazélec Ajaccio, è una società calcistica francese con sede nella città di Ajaccio. Milita in Championnat National 3, la quinta divisione del campionato francese.
Fondato nel 1960, frutto della fusione tra Football Club Ajaccio e la sezione calcistica della polisportiva Gazélec Corse Club (fondato nel 1956), il miglior risultato a livello nazionale ottenuto dai diavoli rossi è il 19º posto in Ligue 1 nella stagione 2015-2016.

## Storia

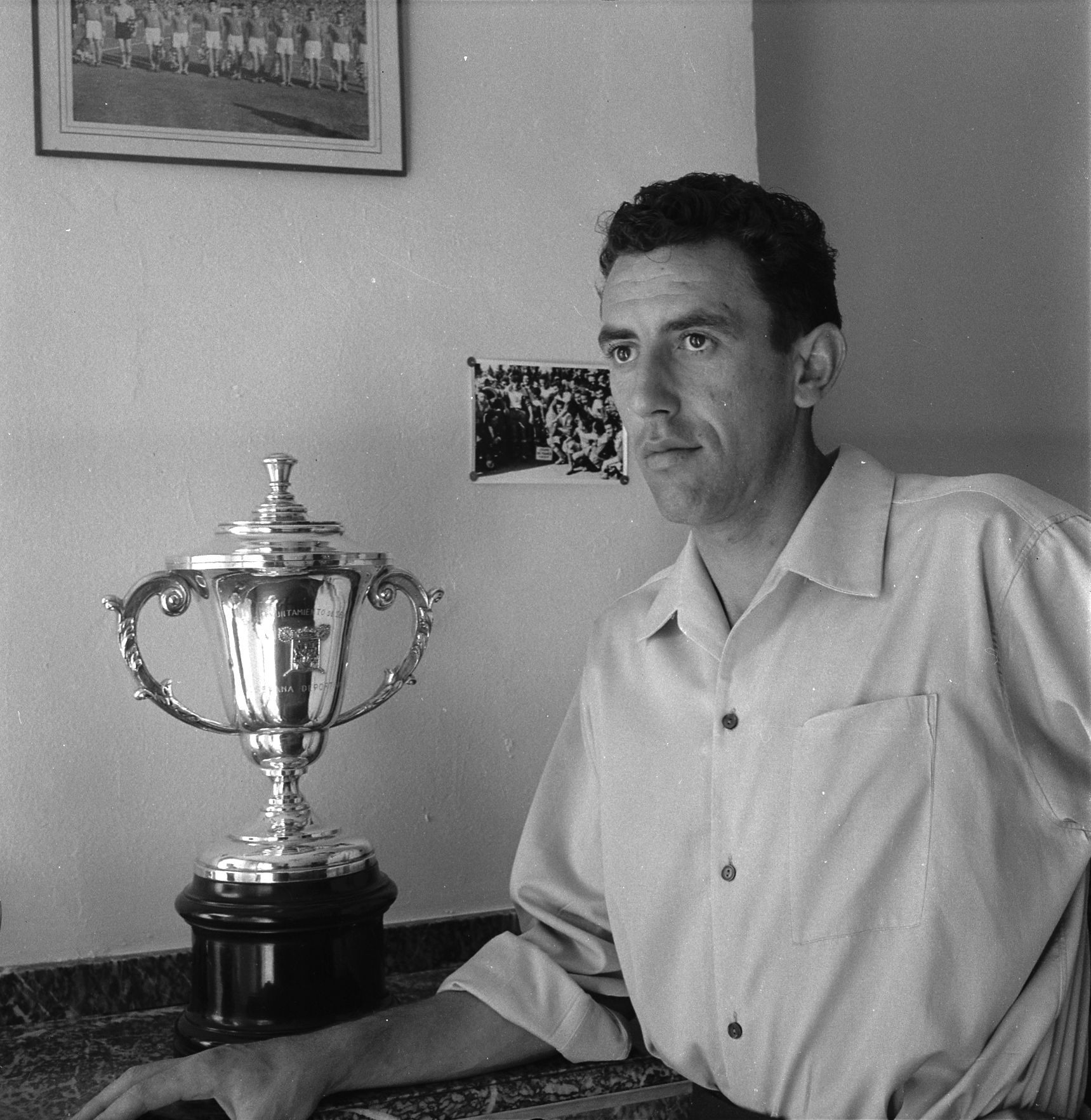
Pierre Cahuzac primo allenatore del Gazélec che portò les Gaziers alla vittoria di quattro campionati tra il 1961 e 1972

Fondato nel 1960 dalla fusione tra il Football Club Ajaccio e la sezione calcistica della polisportiva Gazélec Corse Club, nello stesso Anno venne iscritto al campionato corso. Su consiglio di Albert Batteux venne nominato primo tecnico del Gazélec Pierre Cahuzac che ricoprì anche il ruolo di calciatore all'interno del club.
Con Cahuzac alla guida il Gazélec inanellò una serie di risultati positivi e successivi tra gli anni 1960 e l'inizio degli anni 1970, infatti dopo la vittoria del campionato regionale alla prima stagione che conseguì l'approdo in Championnat de France amateur, il club, con una squadra composta principalmente da idraulici, vinse quattro campionati: 1962-1963, 1964-1965, 1965-1966, 1966-1967, 1967-1968.
Nella stagione 2011-2012 è riuscita anche ad arrivare in semifinale di Coppa di Francia, dove è stata però eliminata dall'Olympique Lione, futuro vincitore della manifestazione. Nella stagione 2012-2013 milita nella Ligue 2, la seconda serie del campionato francese, dopo essere stata promossa dal Championnat National ma retrocede subito. La stagione successiva arriva terzo in Championnat National 2013-2014 e torna in Ligue 2. Alla fine della stagione 2014-2015 viene promossa per la prima volta nella massima serie francese.
Esordisce in massima serie il 9 agosto 2015 con un pareggio esterno senza reti contro il Troyes. Dopo cinque giornate di campionato senza andare a segno, realizza la prima rete in Ligue 1 alla sesta giornata, il 19 settembre, con Kader Mangane, nella sfida esterna contro il Guingamp, senza tuttavia evitare la sconfitta. Il 24 ottobre, all'undicesima giornata, ottiene la prima vittoria in massima serie imponendosi all'Ange Casanova per 3-1 sul Nizza, primo di una serie di 4 successi consecutivi e primo di una striscia di risultati utili lunga ben 11 turni; sarà difatti la sconfitta per 1-0 sul campo del Rennes a fermare questa striscia positiva. Tuttavia, i risultati altalenanti dell'ultima parte di stagione vedono il club concludere al penultimo posto con 37 punti ottenuti.

## Colori e simboli

### Colori
I colori del Gazélec Ajaccio sono il rosso e il blu, gli stessi utilizzati dal Football Club Ajaccio, una delle due squadre con cui avvenne la fusione del 1960.

## Strutture

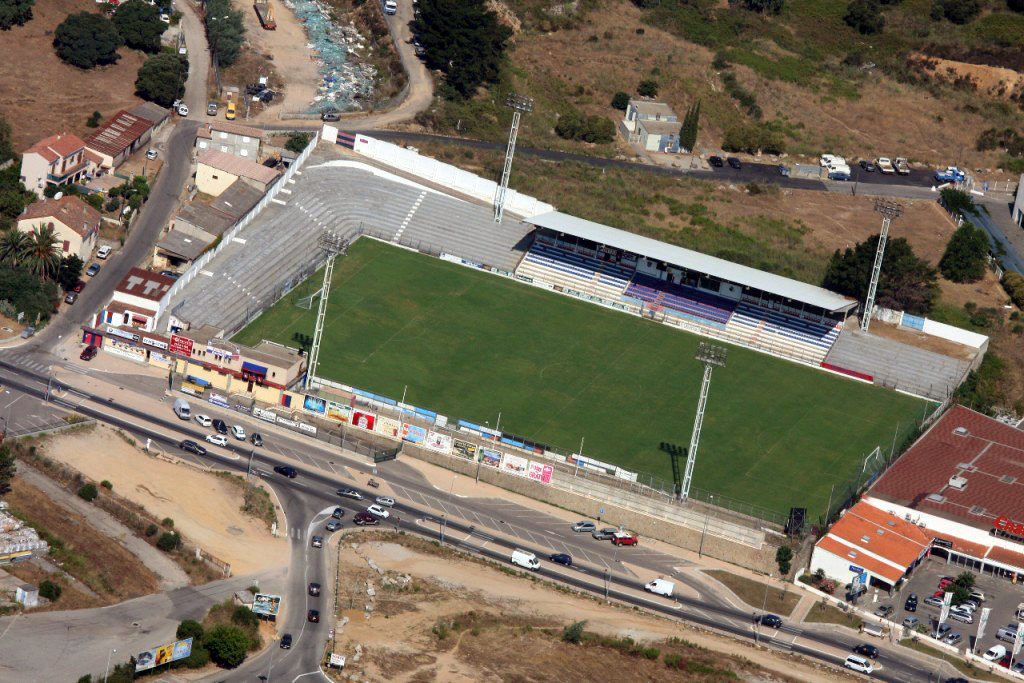
Lo stadio Ange Casanova

Il Gazélec Ajaccio disputa le gare interne allo stadio Ange Casanova, costruito nel 1960 e noto fino al 1994 come stadio Mezzavia, dal nome della zona in cui è ubicato, ha successivamente cambiato il proprio nome in memoria del primo presidente della squadra.

## Società

### Sponsor
- 2014-2020 Macron
- 2020-2021 Hummel
- 2021- Nike

## Allenatori e presidenti
| Allenatori - 1960-1961 Fernand Berthon - 1961-1971 Pierre Cahuzac - 1971-1972 Pierre Cahuzac Guy Càlleja - 1972-1976 Guy Càlleja - 1976-1978 Jean Luciano - 1978-1979 Jacques Berthommier - 1979-1980 Paul Orsatti - 1980-1988 Guy Càlleja - 1988-1989 Baptiste Gentili - 1989-1990 Guy Càlleja - 1990-1991 Jean-Michel Cavalli - 1991-1994 Pierre Garcia - 1995-1997 Paul Orsatti - 1997-1998 Paul Orsatti Jean-Michel Cavalli - 1998-1999 Jean-Michel Cavalli - 1999-2000 Patrice Buisset Jean-Michel Cavalli - 2000-2001 Hubert Velud - 2001-2003 Jean-Luc Luciani - 2003-2004 Jean-Luc Luciani Albert Vanucci - 2004-2005 Baptiste Gentili - 2005-2006 Baptiste Gentili Patrick Leonetti - 2006-2010 Patrick Leonetti - 2010-2012 Dominique Veilex - 2012-2013 Jean-Michel Cavalli Thierry Laurey - 2013-2016 Thierry Laurey - 2016-2017 Jean-Luc Vannuchi - 2017-2018 Albert Cartier - 2018-2019 Albert Cartier Hervé Della Maggiore - 2019-2020 François Ciccolini - 2020-2022 David Docourtioux - 2022-2023 Stéphane Paganelli - 2023- Jean-Marie Ferri | Presidenti - 1960-? Ange Casanova - 1983-1984 Pierre Martinetti - ?-? François Tagliaglioli - 1998-2001 Robert Feliciaggi - 2001-2007 Jean Bujoli - 2012-2019 Olivier Miniconi - 2019-2022 Mathieu Messina - 2022-2023 Johann Carta - 2023- Louis Poggi |

## Palmarès

### Competizioni interregionali
- Championnat de France amateur: 6

1962-1963, 1964-1965, 1965-1966, 1966-1967, 1967-1968, 2010-2011 (girone C)

### Competizioni regionali
- Division d'Honneur: 1

1960-1961

## Statistiche e record

### Partecipazione ai campionati
| Livello | Categoria                     | Partecipazioni | Debutto   | Ultima stagione | Totale |
| ------- | ----------------------------- | -------------- | --------- | --------------- | ------ |
| 1º      | Ligue 1                       | 1              | 2015-2016 | 2015-2016       | 1      |
| 2º      | Division 2                    | 16             | 1968-1969 | 1992-1993       | 21     |
| 2º      | Ligue 2                       | 5              | 2012-2013 | 2018-2019       | 21     |
| 3º      | Championnat de France amateur | 7              | 1961-1962 | 1967-1968       | 30     |
| 3º      | Division 3                    | 9              | 1972-1973 | 1989-1990       | 30     |
| 3º      | Championnat National 1        | 4              | 1993-1994 | 1996-1997       | 30     |
| 3º      | Championnat National          | 10             | 1997-1998 | 2019-2020       | 30     |
| 4º      | Championnat de France amateur | 6              | 2001-2002 | 2010-2011       | 7      |
| 4º      | Championnat National 2        | 1              | 2020-2021 | 2020-2021       | 7      |
| 5º      | Championnat National 3        | 2              | 2021-2022 | 2022-2023       | 2      |

### Partecipazione alle coppe
| Competizione     | Partecipazioni | Debutto   | Ultima stagione | Totale |
| ---------------- | -------------- | --------- | --------------- | ------ |
| Coppa di Francia | 62             | 1961-1962 | 2023-2024       | 62     |
| Coppa di Lega    | 10             | 1991      | 2019-2020       | 10     |

### Statistiche individuali
| Record di presenze - 318 Louis Poggi (2001-2005, 2007-2017) - 277 Anthony Colinet (2000-2002, 2003-2006, 2008-2014) - 226 Michel Vigneau (1975-1982, 1986-1988) - 215 Rodéric Filippi (2009-2016, 2019-2023) - 215 Charles Alessandri (1971-1984) | Record di reti - 41 Assane Tall (1975-1981) - 36 Marc Kanyan (1963-1969) - 33 Mikaël Colloredo (2010-2014) - 32 Baptiste Gentili (1986-1992) - 30 Louis Poggi (2001-2005, 2007-2017) |